# 圧縮機操作係員
圧縮機操作係員（あっしゅくきそうさかかりいん）とは、高気圧業務特別教育を修了した者。

## 概要
- 高圧室内作業に係る作業室への送気の調節を行うためのバルブ又はコックを操作する業務

## 受講資格
- 満18歳以上

## 特別教育
- 特別教育は各事業所（企業等）又は都道府県労働局長登録教習機関において行われる。
- 告示で規定された履修時間は12時間（以上）となっている。

### 講習科目
- 学科

1. 圧気工法の知識に関すること。
2. 送気設備の構造及び取扱いに関すること。
3. 高気圧障害の知識に関すること。
4. 関係法令

- 実技

1. 空気圧縮機の運転に関する実技